# Pluskwa domowa
Pluskwa domowa (Cimex lectularius) – gatunek owada należący do podrzędu pluskwiaków różnoskrzydłych, rodziny pluskwowatych. Żywi się krwią zwierząt ciepłokrwistych, głównie człowieka. Była prawie wytępiona w krajach rozwiniętych (z użyciem DDT), ale współcześnie obserwowany jest jej powrót. Potrafi być uciążliwa w warunkach domowych, często poprzez aktywność nocą w łóżkach.

## Budowa
Jest niewielki, około 4–6 mm długości, i około 3 mm szerokości. Posiada czerwonobrunatne, silnie spłaszczone, owalne ciało zwężające się ku przodowi. Gnieździ się w pomieszczeniach, najczęściej w meblach tapicerowanych, pod boazerią lub tapetami. Jest pasożytem, posiada narządy gębowe typu kłująco-ssącego, żywi się krwią ssaków (w tym człowieka).

### Oczy
Małe oczy służą pluskwie głównie do sprawdzania, czy jest już wystarczająco ciemno, aby wyruszyć na poszukiwanie ofiary.

### Stopy
Każda stopa wyposażona jest w dwa małe haczyki. Dzięki nim pluskwa może utrzymywać się i wspinać po nierównych powierzchniach.

### Ssawka
Podobny do igły aparat gębowy jest chroniony twardą okrywą. Kiedy owad nie je, chowa ssawkę pod ciałem

### Odwłok
Kiedy pluskwa szuka pożywienia, jej odwłok jest brązowy i pomarszczony. W czasie jedzenia odwłok staje się rozdęty i purpurowy od krwi, którą się odżywia.

### Czułki
Dzięki wrażliwym czułkom owad łatwo wykrywa zapach lub ciepło ciała ofiary.

## Zachowanie

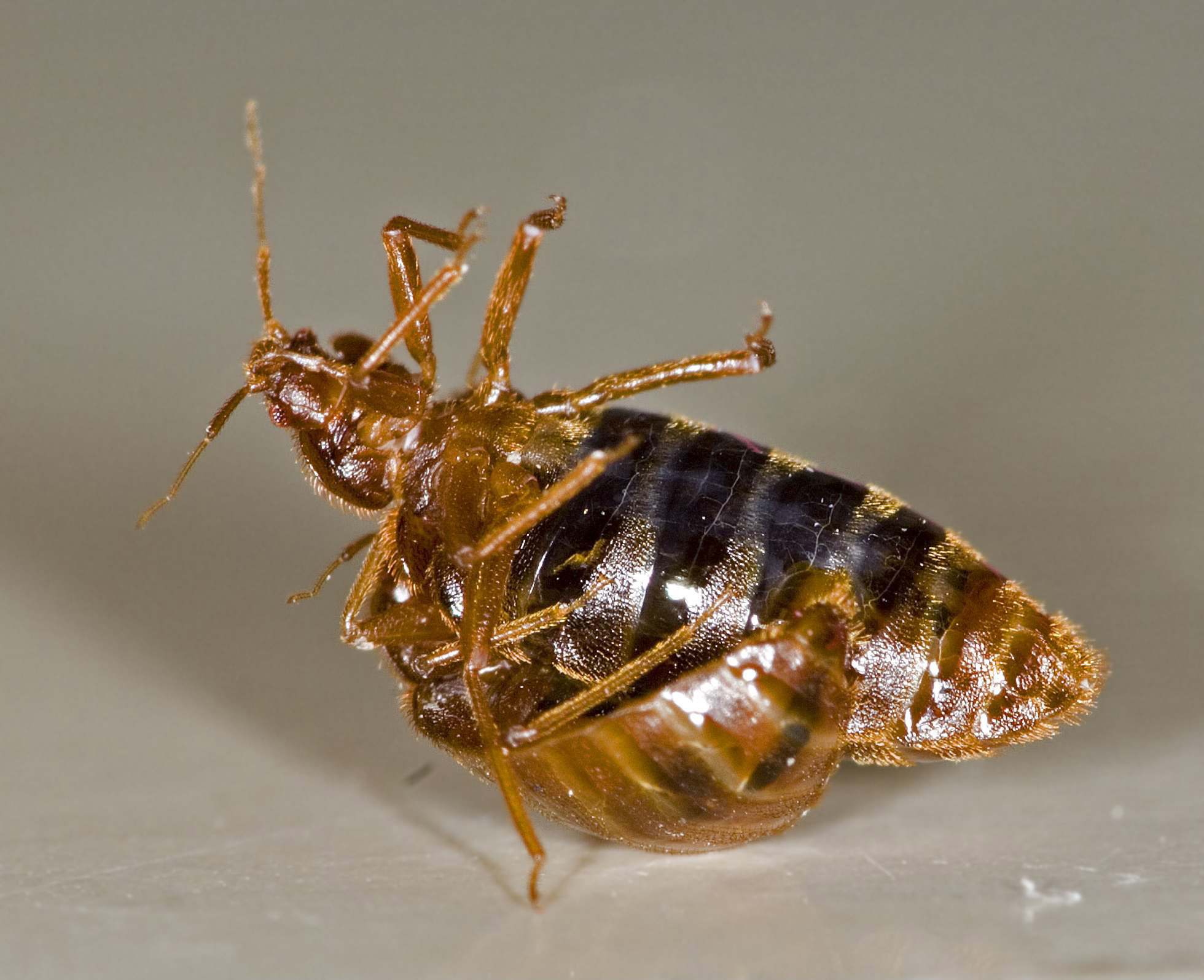
Traumatyczne zapłodnienie pluskiew (samiec przebijający egzoszkielet brzuszny samicy)

Samica pluskwy domowej składa około 250-500 jaj. Okres rozwoju od jaja do dojrzałej pluskwy w temperaturze pokojowej trwa około 1-2 miesiące. Pluskwy pobierają krew co kilka dni, ale w przypadku braku żywiciela mogą przeżyć kilka miesięcy. Pluskwy potrafią także poddać się hibernacji, gdy przez okres dłuższy niż 3 miesiące nie mogą znaleźć żywiciela.

## Środowisko
Owady żyją w środowisku ludzkim. Najczęściej można je spotkać w spojeniach łóżek, tapczanów, w szczelinach ścian, pod ramami obrazów, na wyściełanych częściach mebli, zasłonach i żaluzjach.

## Wykrywanie i zwalczanie
Pluskwa w dolnej partii ciała ma gruczoł, który produkuje oleisty płyn, kiedy owad jest zaniepokojony. Jego woń jest podobna do zapachu wegetującej kolendry siewnej lub gnijących malin. Może on pomóc w rozpoznaniu, czy dom jest zasiedlony przez pluskwy.
Profilaktycznie należy często przeglądać łóżka, tapczany, materace, szafy, obrazy oraz brudne, niedostępne miejsca. Dodatkowo dokładnie zasklepić wszelkie szczeliny i otwory w ścianach. Zwalczanie pluskiew następuje poprzez wymrażanie ich suchym lodem o temperaturze –78 °C, lub za pomocą „gotowania” owadów gorącym powietrzem o temperaturze powyżej 65 stopni Celsjusza. Innym sposobem jest użycie zamgławiacza ULV. Jest to generator zimnej mgły, który wytwarza mikroskopijne krople (ok. 20 µm). Dzięki temu preparat biobójczy (rozcieńczony z wodą) może wniknąć w najmniejsze szczeliny, w których kryją się pluskwy. Istnieją także gazowe metody zwalczania pluskwy domowej, jednak nie we wszystkich sytuacjach są one zalecane lub możliwe do spełnienia ze względu na głębokie przesiąkanie gazu przez materiały oraz przez jego długie utrzymywanie się.
Do ziół którym przypisuje się skuteczne działanie przeciw pluskwom należy tasznik pospolity.